# The Speed of Now Part 1
| Оценки критиков | Оценки критиков |
| Источник        | Оценка          |
| --------------- | --------------- |
| AllMusic        | [ 1 ]           |
| AOTY            | 70/100          |

The Speed of Now Part 1 — одиннадцатый студийный альбом австралийского исполнителя кантри-музыки Кита Урбана, выпущенный 18 сентября 2020 года на студии Capitol Nashville. В записи альбома участвовала певица Пинк, Эрик Чёрч, Breland и Найл Роджерс. Диск дебютировал на № 1 в американском кантри-чарте Top Country Albums (став 7-м его диском № 1 в кантри-чарте) и на позиции № 7 в общенациональном хит-параде Billboard 200 с тиражом 45,000 единиц (включая 27,000 истинных продаж).

## История
Альбом получил положительные и умеренные отзывы музыкальных критиков и изданий: AllMusic, Billboard, The Boot, Sounds Like Nashville.
Альбом The Speed of Now Part 1 дебютировал 18 сентября 2020 года на первом месте Top Country Albums (его 7-й там чарттоппер) и на № 1 в Australian Albums. Одновременно он дебютировал на № 7 в хит-параде Billboard 200 (8-й его диск в top-10) с тиражом 45,000 единиц (включая 27,000 истинных продаж).

## Список композиций
| №                   | Название                                              | Автор(ы)                                                                                          | Продюсеры                         | Длительность |
| ------------------- | ----------------------------------------------------- | ------------------------------------------------------------------------------------------------- | --------------------------------- | ------------ |
| 1.                  | «Out the Cage» (при участии Breland и Найла Роджерса) | Кит Урбан, Sam Sumser, Sean Small, Daniel Breland                                                 | Урбан Sumsor Small                | 3:09         |
| 2.                  | «One Too Many» (с Пинк)                               | Peter Wallevik, Cleo Tighe, Boy Matthews, Daniel Davidsen, Mich Hansen                            | Урбан Cutfather PhD Dan McCarroll | 3:23         |
| 3.                  | «Live With»                                           | Zach Kale, Bobby Pinson, Jon Nite                                                                 | Урбан Kale                        | 3:18         |
| 4.                  | «Superman»                                            | Урбан, Craig Wiseman, Ben Berger, Ryan Rabin, Ryan McMahon                                        | Урбан Captain Cuts                | 2:50         |
| 5.                  | «Change Your Mind»                                    | Мэттью Кома, Fransisca Hall                                                                       | Урбан Кома McCarroll              | 3:53         |
| 6.                  | «Forever»                                             | Brent Cobb, Jaren Johnston                                                                        | Урбан Данн Хафф                   | 4:07         |
| 7.                  | «Say Something»                                       | Brandyn Burnette, Урбан, Hansen, Jeppe London Bilsby, Celine Svanbäck, Scott Quinn, Lindy Robbins | Урбан Bilsby Cutfather            | 2:57         |
| 8.                  | «Soul Food»                                           | Урбан, Sumser, Small, Breland                                                                     | Урбан Sumsor Small                | 2:36         |
| 9.                  | «Ain't It Like a Woman»                               | Justin Ebach, Johnston, Jordan Schmidt                                                            | Урбан Johnston Schmidt            | 3:16         |
| 10.                 | «With You»                                            | Meg Mac, Nate Cyphert, Luke Niccoli                                                               | Урбан McCarroll Niccoli           | 3:08         |
| 11.                 | «Tumbleweed»                                          | Neil Mason, James McNair, Johnston                                                                | Урбан Johnston                    | 2:48         |
| 12.                 | «God Whispered Your Name»                             | James T. Slater, Shy Carter, Micah Carter, Chris August                                           | Урбан McCarroll                   | 3:52         |
| 13.                 | «Polaroid»                                            | Steph Jones, Sam Fischer, Mark Trussell, Griffen Palmer, Geoff Warburton                          | Урбан Joey Moi                    | 2:31         |
| 14.                 | «Better than I Am»                                    | Урбан, Eg White                                                                                   | Урбан White                       | 4:31         |
| 15.                 | «We Were»                                             | Jeff Hyde, Ryan Tyndell, Эрик Чёрч                                                                | Урбан Хафф                        | 3:08         |
| Общая длительность: | Общая длительность:                                   | Общая длительность:                                                                               | Общая длительность:               | 49:37        |

| №                   | Название                            | Автор(ы)            | Продюсеры           | Длительность |
| ------------------- | ----------------------------------- | ------------------- | ------------------- | ------------ |
| 16.                 | «We Were» (при участии Эрика Чёрча) | Hyde Tyndell Чёрч   | Урбан Хафф          | 3:08         |
| Общая длительность: | Общая длительность:                 | Общая длительность: | Общая длительность: | 52:45        |

| №                   | Название                                                       | Длительность |
| ------------------- | -------------------------------------------------------------- | ------------ |
| 16.                 | «Higher Love» (с Global Citizen's One World: Together at Home) | 2:16         |
| Общая длительность: | Общая длительность:                                            | 51:52        |

## Позиции в чартах и сертификация

### Альбом
| Чарт (2020)                        | Высшая позиция |
| ---------------------------------- | -------------- |
| Австралия (ARIA)                   | 1              |
| Австралия (Country Albums, ARIA)   | 1              |
| Канада (Canadian Albums Chart)     | 5              |
| Германия (Offizielle Top 100)      | 56             |
| Новая Зеландия (RMNZ)              | 27             |
| Шотландия (Scottish Albums Chart)  | 5              |
| Швейцария (Schweizer Hitparade)    | 37             |
| Великобритания (UK Albums Chart)   | 24             |
| США (Billboard 200)                | 7              |
| США (Billboard Top Country Albums) | 1              |